# HD 11506 b
HD 11506 b는 고래자리 방향에 있는 HD 11506 주위를 돌고 있는 외계 행성으로, 지구에서 176광년 떨어져 있다. 이 행성은 슈퍼 목성 정도의 질량을 지니고 있으며 거리는 지구에서 태양 거리의 약 2.5배 정도를 돌고 있다. 공전 주기는 약 3.85년이다. 이심률(e=0.22)이 크기 때문에 어머니 항성과의 거리는 가까울 때는 1.95에서 멀 때는 3.05 천문단위까지 물러난다.
이 행성은 2007년 4월 10일 데브라 피셔가 N2K 컨소시엄을 통해 미국 캘리포니아주에서 시선 속도법을 이용하여 발견했다. 시선 속도법은 동반 천체가 어머니 항성에 중력적으로 영향을 주어 흔들리게 만드는 것을 이용해, 행성의 존재를 감지하는 기법을 뜻한다.

## 같이 보기
- HD 11506 c

## 참고 문헌
- Debra A. Fischer, Geoffrey W. Marcy, R. Paul Butler, Bun'ei Sato, Steven S. Vogt, Sarah Robinson, Gregory Laughlin, Gregory W. Henry, Shigeru Ida, Eri Toyota, Masashi Omiya, Peter Driscoll, Genya Takeda, Jason T. Wright, John A. Johnson (2007). “Five Intermediate-Period Planets from the N2K Sample”. 《Arxiv》. arXiv:0704.1191 [astro-ph].